# Poljski volujak
Poljski volujak (lat. Lycopsis arvensis; sin. Anchusa arvensis), jednogodišnja biljka iz porodice boražinovki
Vrstu neki izvori uključuju u rod Anchusa (volujak), pa joj otuda i ostalo ime poljski volujak, pa drugima pripada rodu Lycopsis. 

## Opis
L. arvensis je niska (do 50 cm) čekinjasta jednogodišnja biljka koja od travnja do rujna stvara kompaktne male plave cvjetove, nakon kojih slijede plodovi koji se sastoje od četiri gotovo stožasta oraha. Kopljasti listovi valovitog ruba imaju nabrekle baze i prekriveni su krutim dlačicama.

## Podaci o staništima
L. arvensis se najčešće nalazi kao korov na obradivim poljima na dobro dreniranim tlima, ali se može naći i na pješčanim vrištinama, dinama i pustarama. Od 1950-ih kao rezultat intenziviranja poljoprivrede i povećane upotrebe herbicida sve je je manje.

## Galerija
- L. arvensis
- L. arvensis
- L. arvensis
- L. arvensis